# 북위 50도
북위 50도는 적도에서 50도 북쪽을 지나는 위선이다. 유럽과 아시아, 태평양, 북아메리카, 대서양을 지난다.
본초 자오선에서 시작해서 동쪽 방향으로, 북위 50도선은 다음 지역을 지난다.
| 좌표                                                    | 나라, 지역, 해역 | 주석                                                                                    |
| ------------------------------------------------------- | ---------------- | --------------------------------------------------------------------------------------- |
| 북위 50° 0′ 동경 0° 0′  / 북위 50.000° 동경 0.000°      | 영국 해협        |                                                                                         |
| 북위 50° 0′ 동경 1° 15′  / 북위 50.000° 동경 1.250°     | 프랑스           | 오트노르망디 피카르디 노르파드칼레                                                      |
| 북위 50° 0′ 동경 4° 10′  / 북위 50.000° 동경 4.167°     | 벨기에           | 왈롱                                                                                    |
| 북위 50° 0′ 동경 4° 40′  / 북위 50.000° 동경 4.667°     | 프랑스           | 샹파뉴아르덴 - 약 10km                                                                  |
| 북위 50° 0′ 동경 4° 49′  / 북위 50.000° 동경 4.817°     | 벨기에           | 왈롱                                                                                    |
| 북위 50° 0′ 동경 5° 49′  / 북위 50.000° 동경 5.817°     | 룩셈부르크       |                                                                                         |
| 북위 50° 0′ 동경 6° 9′  / 북위 50.000° 동경 6.150°      | 독일             | 라인란트팔츠주 헤센주 라인란트팔츠주 - 마인츠 도심을 지난다. 헤센주 바이에른주          |
| 북위 50° 0′ 동경 12° 26′  / 북위 50.000° 동경 12.433°   | 체코             | 프라하의 남부를 지난다.                                                                 |
| 북위 50° 0′ 동경 17° 49′  / 북위 50.000° 동경 17.817°   | 폴란드           | 약 11km                                                                                 |
| 북위 50° 0′ 동경 17° 58′  / 북위 50.000° 동경 17.967°   | 체코             | 약 10km                                                                                 |
| 북위 50° 0′ 동경 18° 7′  / 북위 50.000° 동경 18.117°    | 폴란드           | 크라쿠프의 바로 남쪽을 지난다.                                                          |
| 북위 50° 0′ 동경 23° 10′  / 북위 50.000° 동경 23.167°   | 우크라이나       | 하르키우를 지난다.                                                                      |
| 북위 50° 0′ 동경 37° 57′  / 북위 50.000° 동경 37.950°   | 러시아           | 벨고로드주 - 약 18km                                                                    |
| 북위 50° 0′ 동경 38° 12′  / 북위 50.000° 동경 38.200°   | 우크라이나       | 약 12km                                                                                 |
| 북위 50° 0′ 동경 38° 22′  / 북위 50.000° 동경 38.367°   | 러시아           | 벨고로드주 보로네시주 로스토프주 볼고그라드주                                           |
| 북위 50° 0′ 동경 47° 15′  / 북위 50.000° 동경 47.250°   | 카자흐스탄       |                                                                                         |
| 북위 50° 0′ 동경 48° 8′  / 북위 50.000° 동경 48.133°    | 러시아           | 사라토프주                                                                              |
| 북위 50° 0′ 동경 48° 51′  / 북위 50.000° 동경 48.850°   | 카자흐스탄       |                                                                                         |
| 북위 50° 0′ 동경 85° 2′  / 북위 50.000° 동경 85.033°    | 러시아           | 알타이 공화국 투바 공화국                                                               |
| 북위 50° 0′ 동경 89° 58′  / 북위 50.000° 동경 89.967°   | 몽골             |                                                                                         |
| 북위 50° 0′ 동경 95° 1′  / 북위 50.000° 동경 95.017°    | 러시아           | 투바 공화국                                                                             |
| 북위 50° 0′ 동경 95° 45′  / 북위 50.000° 동경 95.750°   | 몽골             | 약 11km                                                                                 |
| 북위 50° 0′ 동경 95° 55′  / 북위 50.000° 동경 95.917°   | 러시아           | 투바 공화국 - 약 7km                                                                    |
| 북위 50° 0′ 동경 96° 2′  / 북위 50.000° 동경 96.033°    | 몽골             | 약 11km                                                                                 |
| 북위 50° 0′ 동경 96° 10′  / 북위 50.000° 동경 96.167°   | 러시아           | 투바 공화국                                                                             |
| 북위 50° 0′ 동경 97° 55′  / 북위 50.000° 동경 97.917°   | 몽골             |                                                                                         |
| 북위 50° 0′ 동경 107° 13′  / 북위 50.000° 동경 107.217° | 러시아           | 부랴트 공화국 - 약 5km                                                                  |
| 북위 50° 0′ 동경 107° 18′  / 북위 50.000° 동경 107.300° | 몽골             | 약 3km                                                                                  |
| 북위 50° 0′ 동경 107° 20′  / 북위 50.000° 동경 107.333° | 러시아           | 부랴트 공화국 자바이칼 지방                                                             |
| 북위 50° 0′ 동경 113° 34′  / 북위 50.000° 동경 113.567° | 몽골             |                                                                                         |
| 북위 50° 0′ 동경 115° 12′  / 북위 50.000° 동경 115.200° | 러시아           | 자바이칼 지방                                                                           |
| 북위 50° 0′ 동경 116° 1′  / 북위 50.000° 동경 116.017°  | 몽골             |                                                                                         |
| 북위 50° 0′ 동경 116° 20′  / 북위 50.000° 동경 116.333° | 러시아           | 자바이칼 지방                                                                           |
| 북위 50° 0′ 동경 119° 6′  / 북위 50.000° 동경 119.100°  | 중화인민공화국   | 내몽골 자치구 헤이룽장성                                                                |
| 북위 50° 0′ 동경 127° 29′  / 북위 50.000° 동경 127.483° | 러시아           | 아무르주 하바롭스크 지방                                                                |
| 북위 50° 0′ 동경 140° 30′  / 북위 50.000° 동경 140.500° | 타타르 해협      |                                                                                         |
| 북위 50° 0′ 동경 142° 9′  / 북위 50.000° 동경 142.150°  | 러시아           | 사할린주 - 사할린섬                                                                     |
| 북위 50° 0′ 동경 143° 59′  / 북위 50.000° 동경 143.983° | 오호츠크해       |                                                                                         |
| 북위 50° 0′ 동경 155° 23′  / 북위 50.000° 동경 155.383° | 러시아           | 사할린주 - 파라무시르섬                                                                 |
| 북위 50° 0′ 동경 155° 24′  / 북위 50.000° 동경 155.400° | 태평양           |                                                                                         |
| 북위 50° 0′ 서경 127° 19′  / 북위 50.000° 서경 127.317° | 캐나다           | 브리티시컬럼비아주 - 밴쿠버섬과 본토 앨버타주 서스캐처원주 매니토바주 온타리오주 퀘벡주 |
| 북위 50° 0′ 서경 66° 54′  / 북위 50.000° 서경 66.900°   | 세인트로렌스만   | 캐나다 퀘벡주의 앙티코스티섬 바로 북쪽을 지난다.                                        |
| 북위 50° 0′ 서경 57° 45′  / 북위 50.000° 서경 57.750°   | 캐나다           | 뉴펀들랜드 래브라도주 - 뉴펀들랜드섬                                                    |
| 북위 50° 0′ 서경 56° 46′  / 북위 50.000° 서경 56.767°   | 화이트만         |                                                                                         |
| 북위 50° 0′ 서경 56° 21′  / 북위 50.000° 서경 56.350°   | 캐나다           | 뉴펀들랜드 래브라도 주 - 뉴펀들랜드 섬                                                  |
| 북위 50° 0′ 서경 55° 52′  / 북위 50.000° 서경 55.867°   | 대서양           | 컨퓨전만                                                                                |
| 북위 50° 0′ 서경 55° 33′  / 북위 50.000° 서경 55.550°   | 캐나다           | 뉴펀들랜드 래브라도주 - 뉴펀들랜드섬                                                    |
| 북위 50° 0′ 서경 55° 31′  / 북위 50.000° 서경 55.517°   | 대서양           | 영국의 실리 제도 바로 북쪽을 지난다.                                                    |
| 북위 50° 0′ 서경 5° 16′  / 북위 50.000° 서경 5.267°     | 영국             | 잉글랜드 - 콘월주 리저드 반도                                                           |
| 북위 50° 0′ 서경 5° 10′  / 북위 50.000° 서경 5.167°     | 영국 해협        |                                                                                         |

## 사할린섬

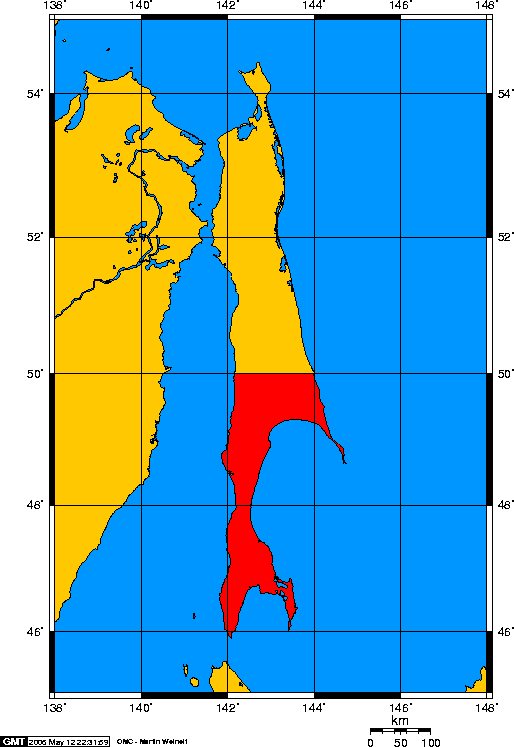
북위 50도 선

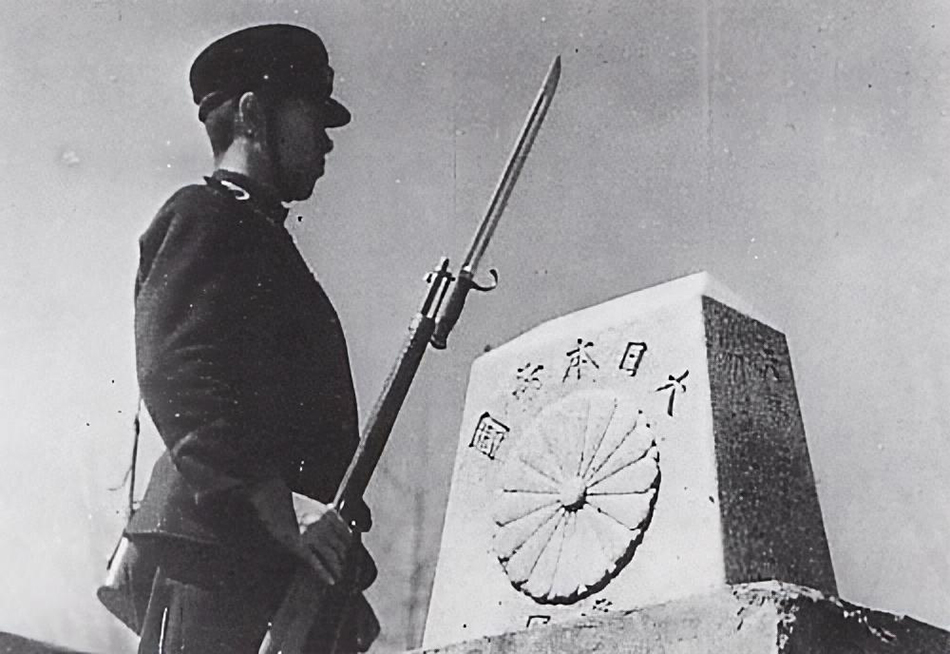
북위 50도 국경을 지키는 일본 경찰

러일 전쟁이 끝난 1905년, 포츠머스 조약에 따라 사할린섬의 북위 50도 이남은 일본이 영유하게 되었다. 다음 해인 1906년부터 1908년까지 천문 측량을 거쳐 러시아와 일본의 국경 획정 작업이 진행되었다. 동쪽의 오호츠크해부터 서쪽의 타타르 해협(일본명 마미야 해협)까지 130km에 걸쳐 4개소에 천문 관측 경계 표식, 17개소에 평균 6km 간격으로 중간 표석, 19개소에 걸쳐 나무 표식이 세워졌다.
표석의 크기는 높이 64cm, 앞면 너비 30~50cm, 옆면 너비 18~30cm 정도 크기였다. 표석의 한쪽에는 국화 문양과 함께 "대일본제국"(大日本帝国), "경계"(境界)이라는 한자가, 반대쪽에는 러시아 제국의 머리 둘 달린 독수리 문장과 키릴 문자로 "러시아"(РОССИЯ), "1906", "경계"(ГРАНИЦА)라고 새겨졌다.
제2차 세계 대전 종전 후, 사할린섬 전체는 소련의 관할이 되었다.

## 같이 보기
- 북위 49도
- 북위 51도